# Kazuyuki Kyōya
Kazuyuki Kyōya (jap. 京谷和幸 Kyōya Kazuyuki; ur. 13 sierpnia 1971) – japoński piłkarz występujący na pozycji pomocnika, niepełnosprawny sportowiec i trener.

## Kariera klubowa (piłka nożna)
Od 1990 do 1993 roku występował w klubie JEF United Ichihara.

## Kariera reprezentacyjna (koszykówka na wózkach)
Został powołany do kadry na Igrzyska Paraolimpijskie w 2000, 2004, 2008 i 2012 roku.